# Pere Manzanares
Pere Manzanares   (Perpinyà, 28 d'agost de 1953) és un pedagog i activista per la llengua catalana nord-català.

## Biografia
Fill d'exiliats de la Guerra Civil espanyola, estudià magisteri a l'Escola Normal de Perpinyà. Ha estat fundador de les associacions La Bressola el 1976 i Arrels el 1981, i fundador i animador de Ràdio Arrels des de 1983, que ha contribuït de manera important a l'esforç de normalització del català, així com ponent de la Universitat Catalana d'Estiu a Prada de Conflent. Fou també el primer secretari de la Federació per a la Defensa de la Llengua i la Cultura Catalanes i és vicepresident del Centre Cultural Català.
El 1983 li fou atorgat el Premi d'Actuació Cívica, de la Fundació Jaume I. També va formar de l'equip de redacció de la revista Quaderns Tècnics, publicació pionera de la divulgació tecnològica en català.
A les eleccions regionals franceses de 2010 va ser el número dos a la llista d'Europa Ecologia per al Consell Regional de Llenguadoc-Rosselló. El 2015 va impulsar l'entitat SEM Catalunya Nord que va promoure un manifest a fi de defensar «les especificitats» de la Catalunya del Nord amb vista a les eleccions departamentals i regionals i a la reforma territorial plantejada el 2016 pel president francès François Hollande.
A les eleccions municipals del juny de 2020, va ser elegit tinent d'alcalde a Elna, i seguidament l'agost del 2020, president del Sindicat Intercomunal per a la Promoció de les Llengües Occitana i Catalana (SIOCCAT) que reuneix 132 municipis a Catalunya Nord.
El 2022, arran de tres intervencions seves en català, traduïdes seguidament al francès, a l'ajuntament Elna, aquest es va convertir en el primer consistori de la Catalunya Nord que va reconèixer oficialment el dret de debatre en català als plens malgrat l'oposició de dretes.